# Kim Dong-hyun (actor)
Kim Dong-hyun (hangul: 김 동현; Seúl, 12 de febrero de 1989), mejor conocido por su nombre artístico Donghyun, es un cantante, actor y modelo surcoreano. Es conocido por sus papeles principales en dramas como The Miracle, Good Morning Double-Decker Bus y The 1km Distance Between Us. Es miembro del grupo masculino surcoreano Boyfriend.

## Biografía y carrera
Nació el 12 de febrero de 1989 en Seúl. Completó sus estudios en la Universidad Myongji. Además de sus actividades musicales, también se unió a la actuación, con su primera actuación en el drama de MBC Elephant en 2008. Donghyun y sus compañeros de banda hicieron su debut como actores en el drama de ídolos japonés de 2013 GOGO Ikemen 5. También protagonizó el drama televisivo coreano de 2016 The Miracle.

## Filmografía

### Series de televisión
| Año  | Título                                     | Papel                    | Ref.          |
| ---- | ------------------------------------------ | ------------------------ | ------------- |
| 2008 | Elephant                                   | Park Jin-seok            | [ 4 ]         |
| 2011 | Love and War 2                             | Dong-hyeon               | [ 5 ]         |
| 2014 | Love Frequency 37.2                        | Ko Min-ho                | [ 6 ]         |
| 2015 | The 1km Distance Between Us                | Park Jae-woo             | [ 7 ]         |
| 2015 | Unkind Ladies                              | Miembro de un grupo idol | [ 8 ]         |
| 2016 | The Miracle                                | Bae Hae-sung             | [ 9 ]         |
| 2017 | Good Morning Double-Decker Bus             | Jung Dong-hyun           | [ 10 ]        |
| 2018 | Oh! My Captain                             | Kim Soo-hyun             | [ 11 ] [ 12 ] |
| 2018 | Life Book Worm                             | Kim-yeong                | [ 13 ]        |
| 2018 | Bloom                                      | Dong-yun                 | [ 14 ]        |
| 2020 | Love Is Annoying, but I Hate Being Lonely! | Lee Seon-hyun            | [ 15 ]        |
| 2021 | College Life That Everyone Wants           | Do-heon                  | [ 16 ]        |
| 2023 | Strangers Again                            | Joo Sung-yoon            |               |

### Películas
| Año  | Título        | Papel          | Idioma  | Ref.   |
| ---- | ------------- | -------------- | ------- | ------ |
| 2013 | GOGO Ikemen 5 | Kanade/Kan Gon | Japonés | [ 17 ] |
| 2021 | Insa          | Tae-soo        | Coreano | [ 18 ] |

### Programas de televisión
| Año  | Título        | Papel       | Ref.   |
| ---- | ------------- | ----------- | ------ |
| 2022 | God of Lawyer | Presentador | [ 19 ] |

## Premios y nominaciones
- Premios del Festival de Modelos de Asia 2014: Novato masculino del año (categoría musical)